# Монумент идей чучхе
Монумент идей чучхе (кор. 주체사상탑?, 主體思想塔?, Чучхе сасан тхап) — памятник в Пхеньяне, построенный в 1982 году в честь 70-летия Ким Ир Сена. Представляет собой обелиск из гранита высотой 170 метров (высота столба — 150 метров, высота факела — 20 метров). Является вторым по высоте сооружением в Пхеньяне. У подножия расположена 30-метровая бронзовая скульптурная группа из трёх фигур, представляющих крестьянку, рабочего и трудового интеллигента.
К югу и северу от монумента устроен сквер, в котором расположены ещё 6 скульптурных групп из белого камня (по три с севера и с юга от монумента), изображающие трудящихся различных профессий, военных и других представителей корейского народа, выполненные в типичном стиле соцреализма.
На реке Тэдонган перед монументом оборудованы два фонтана, выбрасывающие воду выше, чем на сто метров, которые красиво подсвечиваются по ночам. С начала 1990-х как фонтаны, так и подсветка работают очень редко.
Внутри монумента есть лифт, с помощью которого можно подняться на смотровую площадку наверху.
С южной стороны в основании монумента оборудована ниша, стены которой украшены каменными плитками, подаренными различными высокопоставленными гостями Пхеньяна, обществами дружбы с КНДР, зарубежными кружками по изучению идей чучхе и другими друзьями КНДР.
Монумент и сквер вокруг него — излюбленное место для посещения молодожёнами северокорейской столицы (наряду с холмом Мансу).

## Галерея

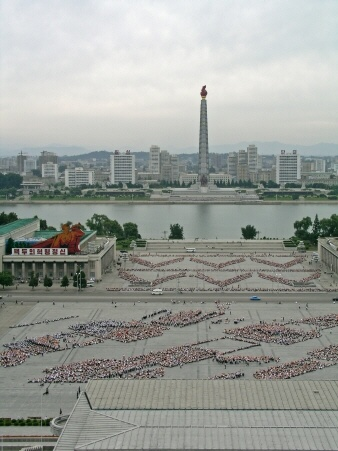
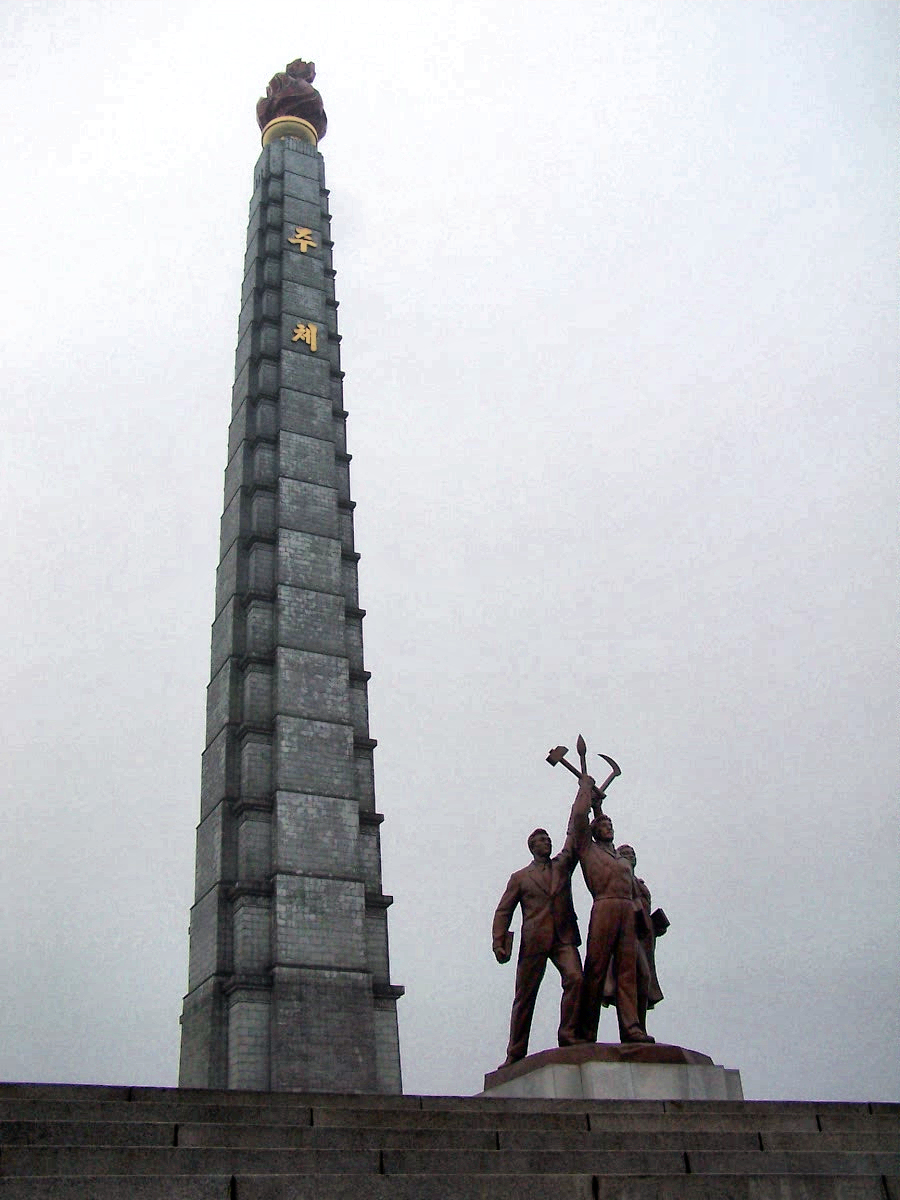
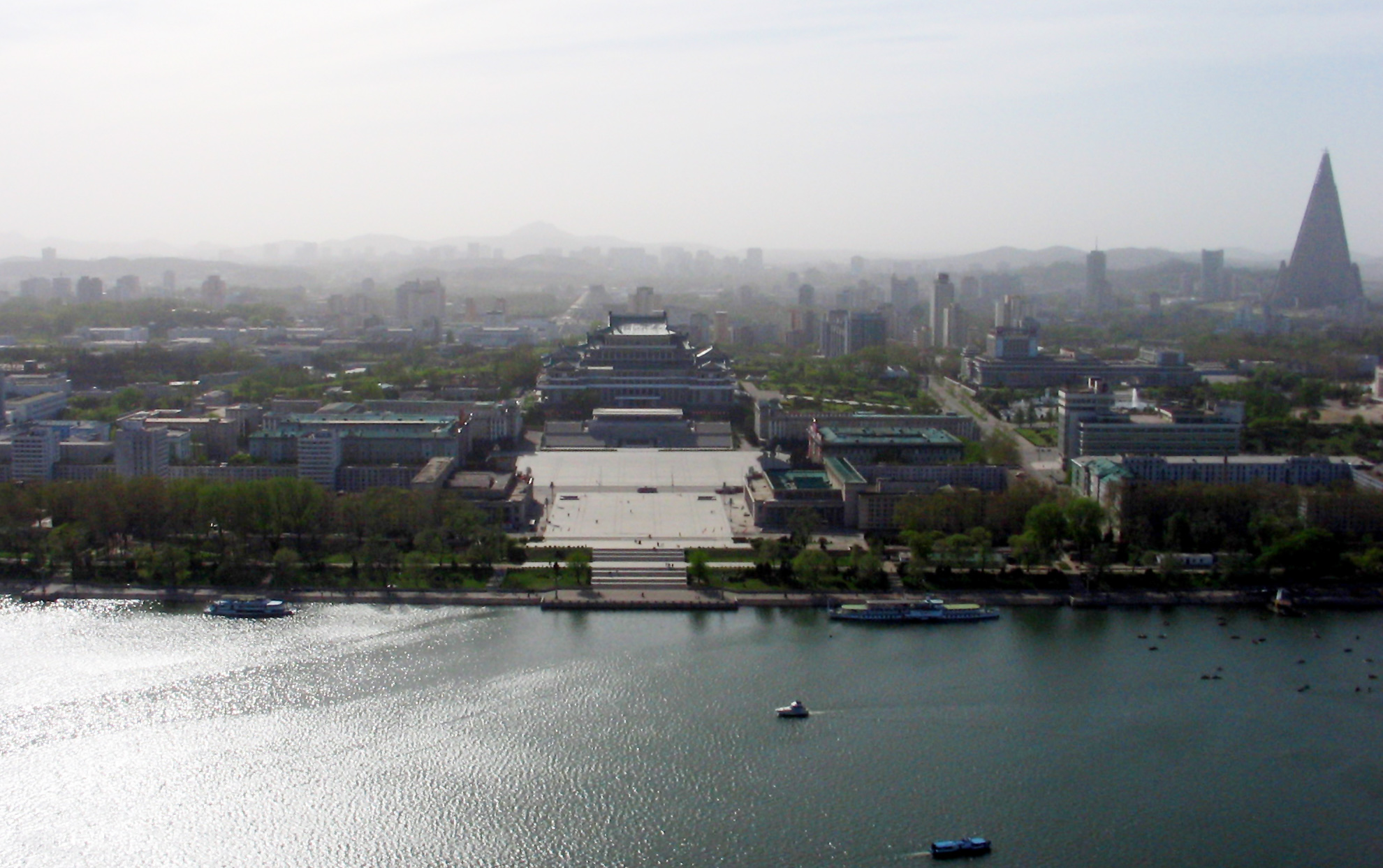
Вид с башни